# Karim Dridi
Karim Dridi (Tunisi, 9 gennaio 1961) è un regista, sceneggiatore e direttore della fotografia tunisino naturalizzato francese.

## Biografia
Nato a Tunisi da padre tunisino e madre francese, Karim Dridi realizza i suoi primi cortometraggi fin dall'infanzia.
Nel 1995 realizza i suoi primi due lungometraggi, Pigalle, in concorso alla Mostra del Cinema di Venezia, e Bye Bye, selezionato nella sezione Un Certain Regard al Festival di Cannes, dove riceve il Premio della Gioventù.
Dopo aver realizzato un documentario su Johannesburg, Impression d’Afrique… du Sud.

## Filmografia

### Regista
- Dans le sac - cortometraggio (1987)
- Zoé la boxeuse - cortometraggio (1992)
- Pigalle (1994)
- Bye Bye (1995)
- Cinéma, de notre temps - serie TV, 1 episodio (1997)
- Hors jeu (1998)
- Cuba feliz - documentario (2000)
- Fureur (2003)
- Gris blanc - film TV (2005)
- Khamsa (2008)
- L'ultimo volo (Le dernier vol) (2009)
- Chouf (2016)
- Revivre (2024)
- Fainéant.es (2024)

### Sceneggiatore
- Dans le sac - cortometraggio, regia di Karim Dridi (1987)
- Zoé la boxeuse - cortometraggio, regia di Karim Dridi (1992)
- Pigalle, regia di Karim Dridi (1992)
- Bye Bye, regia di Karim Dridi (1995)
- Hors jeu, regia di Karim Dridi (1998)
- Cuba feliz - documentario, regia di Karim Dridi (2000)
- Fureur, regia di Karim Dridi (2003)
- Gris blanc - film TV (2005)
- Khamsa, regia di Karim Dridi (2008)
- L'ultimo volo (Le dernier vol), regia di Karim Dridi (2009)
- Una intima convinzione (Une intime conviction), regia di Antoine Raimbault (2019)

### Direttore della fotografia
- Cinéma, de notre temps - serie TV, 1 episodio (1997)
- Cuba feliz - documentario, regia di Karim Dridi (2000)